# 가와베정
가와베정(일본어: 川辺町)은 일본 기후현 가모군의 정이다.

## 지리
정의 중앙을 히다강이 남북으로 흐르고 약 70%를 산림이 차지하는 마을이다.

## 역사
- 1897년 4월 1일 - 가와베촌과 가미카와베촌이 합병해 가와베정이 탄생하였다.
- 1954년 4월 1일 - 미와촌의 일부를 편입하였다.
- 1955년 4월 1일 - 히다강 좌안에 위치하는 가미요네다촌과 대등 합병해 새로운 가와베정이 성립하였다.
- 1956년 9월 30일 - 시모아소정의 일부를 편입하였다.

## 교통

### 철도
- 도카이 여객철도 다카야마 본선

### 도로
- 국도 41호선
- 국도 418호선